# Юнузович, Эдин
Эдин Юнузович (хорв. Edin Junuzović; род. 28 апреля 1986, Риека, СФРЮ) — хорватский футболист, нападающий.

## Биография
Эдин Юнузович родился в Риеке, Югославия (Хорватия). Его мать и отец по происхождению боснийцы, поэтому их сын получил двойное гражданство.
Эдин Юнузович является воспитанником хорватского клуба «Ориент» из района Сушак города Риека. В 2006 году 19-летний Юнузович подписал контракт с клубом «Риека», но в своём дебютном сезоне в чемпионате Хорватии сыграл всего один матч.
В 2007 году перешёл в словенский клуб «Кршко», который выступал во второй лиге Словении. Сезон за «Кршко» Эдин провёл отлично, забив 8 мячей в 13 матчах чемпионата. После столь удачного выступления в сезоне 2007/08 на Юнузовича обратил внимания клуб из первой лиги «Рудар» из города Веленье. Перед началом сезона 2008/09 Юнузович пополнил состав «Рудара» и довольно быстро начал забивать за клуб. В 18 матчах чемпионата Юнузович забил 13 мячей, став одним из главных открытий чемпионата. Молодого нападающего сразу заприметили клубы из Германии и России.
В итоге Юнузович выбрал клуб Высшего дивизиона России пермский «Амкар», подписав 24 декабря 2008 года контракт сроком на три года. Но клуб не смог вовремя получить трансферный сертификат, и Юнузович дебютировал только в августе. Провёл 4 игры в чемпионате-2009 и 2 игры в Лиге Европы, в основном выходя на замену. Чтобы поддерживать игровую форму, Эдин также играл за молодёжный состав «Амкара» (10 игр, 3 гола в сезоне-2009, также 1 матч в начале сезона-2010). 6 апреля 2010 года Юнузович был отдан в аренду в клуб первого дивизиона «Динамо» Брянск, где по итогам сезона стал лучшим бомбардиром команды, забив 9 мячей. С января 2011 года Эдин официально стал игроком брянского «Динамо».
С начала 2012 года по лето 2013 года выступал за клуб «Жетысу» из казахстанского Талдыкоргана, выступающего в Премьер-Лиге. В первом же сезоне забил 8 голов и четыре — в первом круге следующего. Но из-за финансовых проблем Эдин покинул команду.
В июне 2013 года перешёл в ПФК «Ордабасы» из Шымкента и в этом же году стал лучшим бомбардиром клуба (13 забитых мячей). Но в июле 2014 года вдруг уехал в Южную Корею, перейдя в клуб «Кённам». Однако, клуб вылетел из высшей K League Classic и Юнузович вернулся в Казахстан. В марте 2015 года подписал годовой контракт с кзылординским «Кайсаром». И сыграл в первом круге 16 игр и забил 3 гола.
В июле 2015 года вернулся в «Ордабасы» и стал лучшим бомбардиром финального турнира в шестёрке лучших команд КПЛ-2015, забив пять голов в десяти матчах. В феврале 2016 года продлил контракт с клубом ещё на год.